# Saison 1 de Don't Trust the B---- in Apartment 23
Chronologie
Saison 2 de Don't Trust the B---- in Apartment 23
Cet article présente le guide de la première saison de la série télévisée Don't Trust the B---- in Apartment 23.

## Généralités
- La série a reçu une commande initiale de 13 épisodes. Ayant débuté tard dans la saison, sept épisodes ont été diffusés alors que les six autres épisodes produits seront diffusés au cours de la deuxième saison.
- Cette première saison a débuté le 11 avril 2012 sur ABC aux États-Unis et sur Citytv au Canada.
- En France, la série sera diffusée à partir du 21 décembre 2013 sur June.

## Distribution

### Acteurs principaux
- Krysten Ritter : Chloe
- Dreama Walker : June Colburn
- Liza Lapira : Robin
- Michael Blaiklock : Eli
- Eric Andre : Mark
- James Van Der Beek : lui-même

### Invités spéciaux
- Kiernan Shipka (épisode 3)
- Nora Dunn : Joyce Berman (épisode 3)
- Kevin Sorbo (épisode 4)
- Dean Cain (épisode 7)

## Épisodes

### Épisode 1:Bienvenue New York
- États-Unis : 11 avril 2012 sur ABC[1]
- France : 21 décembre 2013 sur June[2]
- Belgique : 9 octobre 2014 sur RTL TVI[3]

- États-Unis : 6,91 millions de téléspectateurs[4] (première diffusion)

- Peter MacKenzie (Mr. Colbern)
- Eve Gordon (Mrs. Colbern)
- Tate Ellington (Steven)
- Adrian Kali Turner (Jeremy)
- Rob Yang (moving man)
- Nick Puga (Alan the cat guy)
- Rebecca Grant (Yolanda the pole dancer)
- Daniel Berson (T-shirt man)
- Clement Von Franckenstein (Mr. Buchwald)
- Gameela Wright (cop)
- BJ Clinkscales (policeman)
- Thushari Jayasekera (executive assistant)
- Dante Bonner (hot dog vendor)
- Helmar Cooper (doorman)
- Anoush NeVart (Mrs. Yilmaz)
- Armaan Juneja (young boy)
- Zitto Kazann (old man)
- Katherine Tokarz (Nicole)
- Tim Trella (stunt coordinator on-camera)
- Gary Lambert (rapper)
- Amee McKay (Rhonda)
- Daniel Hall (tuxedo man)

### Épisode 2:La Fifille à son papa
- États-Unis : 18 avril 2012 sur ABC
- France : 21 décembre 2013 sur June
- Belgique : 10 octobre 2014 sur RTL TVI

- États-Unis : 6,43 millions de téléspectateurs[5] (première diffusion)

- Eve Gordon (Mrs. Colburn)
- Peter MacKenzie (Mr. Colburn)
- Ray Ford (Luther)
- Michael Landes (Scott)
- Marin Hinkle (Karen)
- Amra Silajdzic (Svetlana)
- Elizabeth Mercer (customer)
- Brian Konowal (drunk guy)
- Dante Swain (student no. 1)
- Foster Wilson (student no. 2)
- Maisie Pacia (student no. 3)

### Épisode 3:Mères indignes
- États-Unis : 25 avril 2012 sur ABC
- France : 21 décembre 2013 sur June
- Belgique : 13 octobre 2014 sur RTL TVI

- États-Unis : 4,91 millions de téléspectateurs[6] (première diffusion)

- Kiernan Shipka (Kiernan Shipka)
- Nora Dunn (Joyce Berman)
- Kerris Dorsey (Molly)
- Ray Ford (Luther)
- Jennie Pierson (Pepper)
- Misha Gonz-Cirkl (Michelle)
- Bill Doyle (Director)
- Thomas Lommel (producer)

### Épisode 4:La June de New York
- États-Unis : 2 mai 2012 sur ABC
- France : 28 décembre 2013 sur June
- Belgique : 14 octobre 2014 sur RTL TVI

- États-Unis : 5,73 millions de téléspectateurs[7] (première diffusion)

- Kevin Sorbo (Kevin Sorbo)
- Tate Ellington (Steven)
- Katherine Tokarz (Nurse Nicole)
- Nora Kirkpatrick (Crissy)
- H. Michael Croner (Robert)
- Valerie Jean Hume (Candice)
- Americus Abesamis (bouncer)

### Épisode 5:Le Prix du loyer
- États-Unis : 9 mai 2012 sur ABC
- France : 28 décembre 2013 sur June
- Belgique : 15 octobre 2014 sur RTL TVI

- États-Unis : 5,69 millions de téléspectateurs[8] (première diffusion)

### Épisode 6:La sextape
- États-Unis : 16 mai 2012 sur ABC
- France : 28 décembre 2013 sur June
- Belgique : 16 octobre 2014 sur RTL TVI

- États-Unis : 4,73 millions de téléspectateurs[9] (première diffusion)

- Hartley Sawyer (Charles)
- Shanti Lowry (Valentina)
- Eve Gordon (Connie Colburn)
- Rosalind Chao (Pastor Jin)
- Julianna Piechovski (Ellen)

### Épisode 7:La traînée sans culotte
- États-Unis : 23 mai 2012 sur ABC[10]
- France : 28 décembre 2013 sur June
- Belgique : 17 octobre 2014 sur RTL TVI

- États-Unis : 5,6 millions de téléspectateurs[11] (première diffusion)

- Dean Cain (Lui-même)
- David Krumholtz (Patrick)
- Rosalind Chao (Pastor Jin)
- Ray Ford (Luther)
- Jennie Pierson (Pepper)
- Colleen Smith (sober woman)
- Jae Jung (waitress)
- Christopher Naoki Lee (costumer)

## Audiences aux États-Unis
| N° d'épisode | Titre original   | Titre français          | Chaîne | Date de diffusion originale | USA (en millions de téléspectateurs) | Pdm sur les 18/49 ans |
| ------------ | ---------------- | ----------------------- | ------ | --------------------------- | ------------------------------------ | --------------------- |
| 1            | Pilot            | Bienvenue New York      | ABC    | 11 avril 2012               | 6.91                                 | 2.9/7                 |
| 2            | Daddy's Girl…    | La Fifille à son papa   | ABC    | 18 avril 2012               | 6.43                                 | 2.6/6                 |
| 3            | The Parent Trap… | Mères indignes          | ABC    | 25 avril 2012               | 4.91                                 | 2.0/6                 |
| 4            | The Wedding…     | La June de New York     | ABC    | 2 mai 2012                  | 5.73                                 | 2.3/6                 |
| 5            | Making Rent…     | Le Prix du loyer        | ABC    | 9 mai 2012                  | 5.69                                 | 2.3/6                 |
| 6            | It's Just Sex…   | La sextape              | ABC    | 16 mai 2012                 | 4.73                                 | 1.9/5                 |
| 7            | Shitagi Nashi…   | La traînée sans culotte | ABC    | 23 mai 2012                 | 5.60                                 | 2.4/6                 |